# Tordyveln, Bohuslän
Tordyveln är en sjö i Munkedals kommun i Bohuslän och ingår i Örekilsälvens huvudavrinningsområde. Sjöns area är 0,004 kvadratkilometer och den befinner sig 150 meter över havet.